# 朱志伟 (字体设计师)
朱志伟（1955年7月15日—），北京人，中国字体设计师。曾任方正字库字体开发总监，现为汉仪字库艺术总监、北京服装学院特聘教授。主要代表作品有北魏楷书、铁筋隶书、方正博雅宋、方正雅宋等，同时也是中国人民解放军海军于2012年启用的舷号字体的设计者。

## 生平
朱志伟1955年出生于北京市，家中多人从事印刷行业。其父曾在北京大学出版部做校对工作，后受邀管理一家印刷厂，1949年后历任北京印刷一厂副厂长、北京市印刷公司副经理。朱志伟的叔叔、哥哥和姐姐也在印刷厂工作。
朱志伟初中就读于北京市第四十中学，1971年毕业后分配进入北京外文印刷厂学习活字雕刻，因唯一的师傅张根宝罹患胰腺癌，只学习了3个月。张根宝患病半年去世后，外文印刷厂送朱志伟前往北京印刷一厂继续学习刻字一年，此后一直在外文印刷厂从事刻字工作，主要负责补刻印刷中所缺的铅字。
1988年，因为印刷厂的合作项目，朱志伟被派往深圳科技工业园，协助朱邦复的工作室开发中文字体。朱志伟在深圳首次接触到计算机和电脑字体，并由此认为刻字不会再有出路，电脑造字是未来字体设计的方向。朱志伟在深圳工作1年后便返回北京，适逢在北京大学攻读硕士的妻子毕业。北大的人事部门顾及夫妻之间的差距，考虑将朱志伟调入北大印刷厂，但朱志伟请求调往北大方正集团。北大方正创始人王选也看中其工作经历，于1991年以事业编制将朱志伟调入北大方正。
北大方正彼时以数字化复刻收购的活字字稿为主，没有自主设计字体。朱志伟进入北大方正后主要负责字形的品质与管理工作，但同时也在利用方正的系统按自己的喜好设计字体。1996年，朱志伟从首都师范大学书法艺术专业大专毕业，并于同年参考魏碑设计了北魏楷书，获得第5届森泽奖国际印刷字体设计大赛铜奖。1998年，朱志伟开始担任方正字库字体开发经理。翌年，朱志伟参考玉筋篆设计了铁筋隶书，被小冢昌彦评为第6届森泽奖国际印刷字体设计大赛评委奖（小冢奖）。
2002年，朱志伟开始担任方正字库字体开发总监，在此期间，朱志伟主导设计了多款字体。他在2004年设计的报刊正文宋体方正博雅宋被众多国内报纸采用为正文字体。2010年，方正字库接到为中国人民解放军海军设计舷号字体的需求，朱志伟担任这一项目的主创设计师，带领设计小组耗时两年时间设计了“海军舷号字体”和“海军舷号立体字体”两款字体，包含10个阿拉伯数字和38个汉字。自2012年12月23日起，海军舰艇开始启用新的舷号字体。
朱志伟于2015年从方正字库退休后，被汉仪字库聘为艺术总监，并被北京服装学院聘为客座教授，后于2018年起担任北服艺术设计学院字体中心实验室特聘教授。

## 作品列表
- 方正瘦金书（1993年）[8]

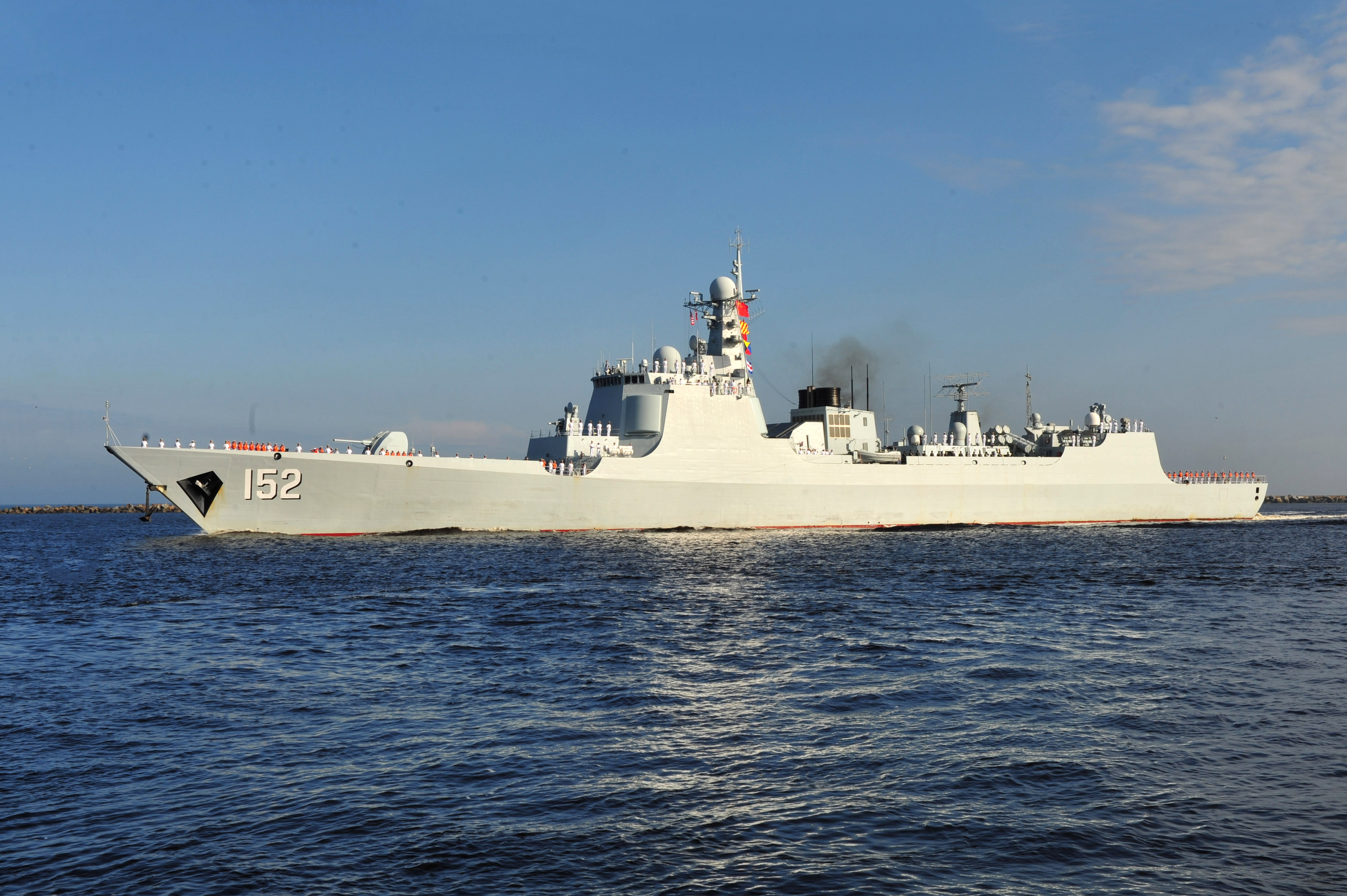
济南号导弹驱逐舰，舷号152，舷号字体由朱志伟设计

- 北魏楷书（1996年，2002年由方正字库发行[8]）
- 方正粗宋（1996年）[8]
- 铁筋隶书（1999年，2002年由方正字库发行中文版[8]，2008年由TypeBank发行日文版[2][14]）
- 黑变（1999年[11]，2017年由方正字库发行[8]）
- 亮点（1999年）[2]
- 兰（1999年）[15]
- 方正博雅宋、方正博雅方刊宋（2004年）
- 方正韵动黑（2006年）[8]
- 方正雅宋（2006年）[8]
- 方正风雅宋（2008年）[8]
- 海军舷号字体、海军舷号立体字体（2012年）
- 汉仪玄宋（2020年）[16]
- 汉仪玉筋隶（2024年）[17]

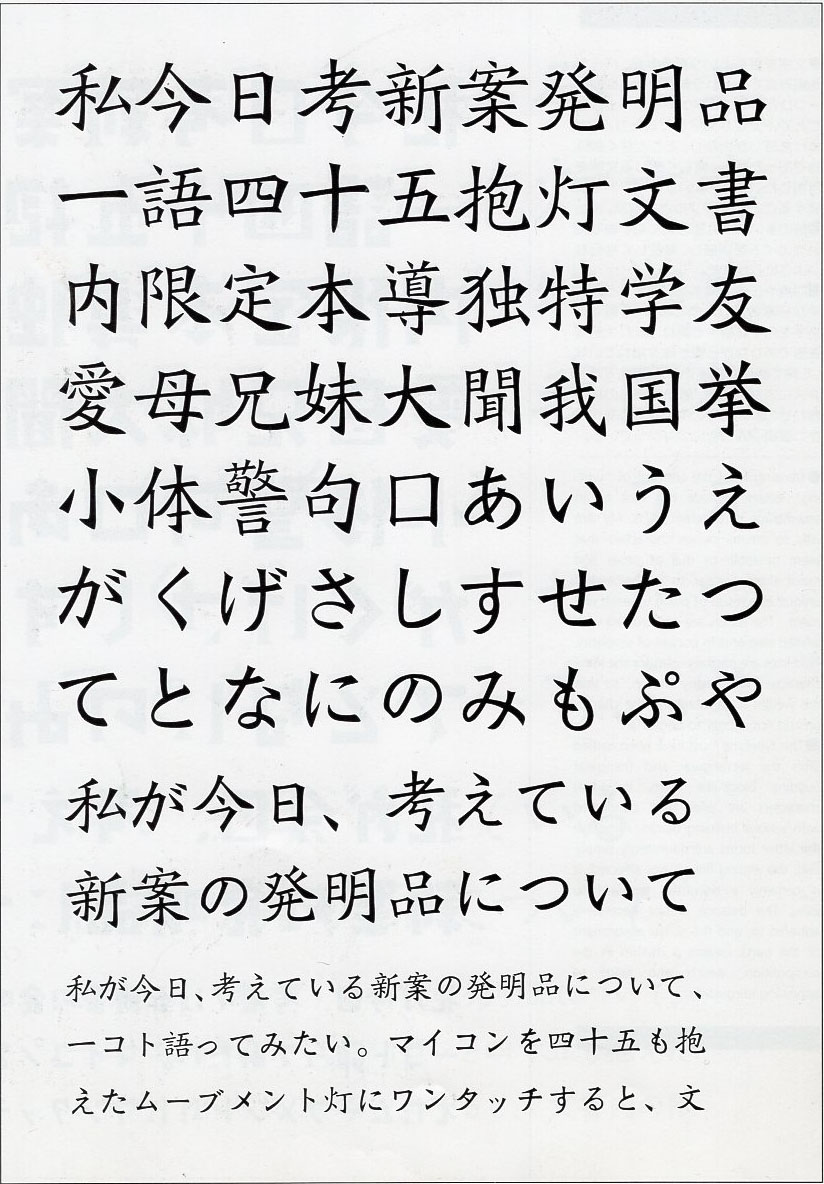
北魏楷书
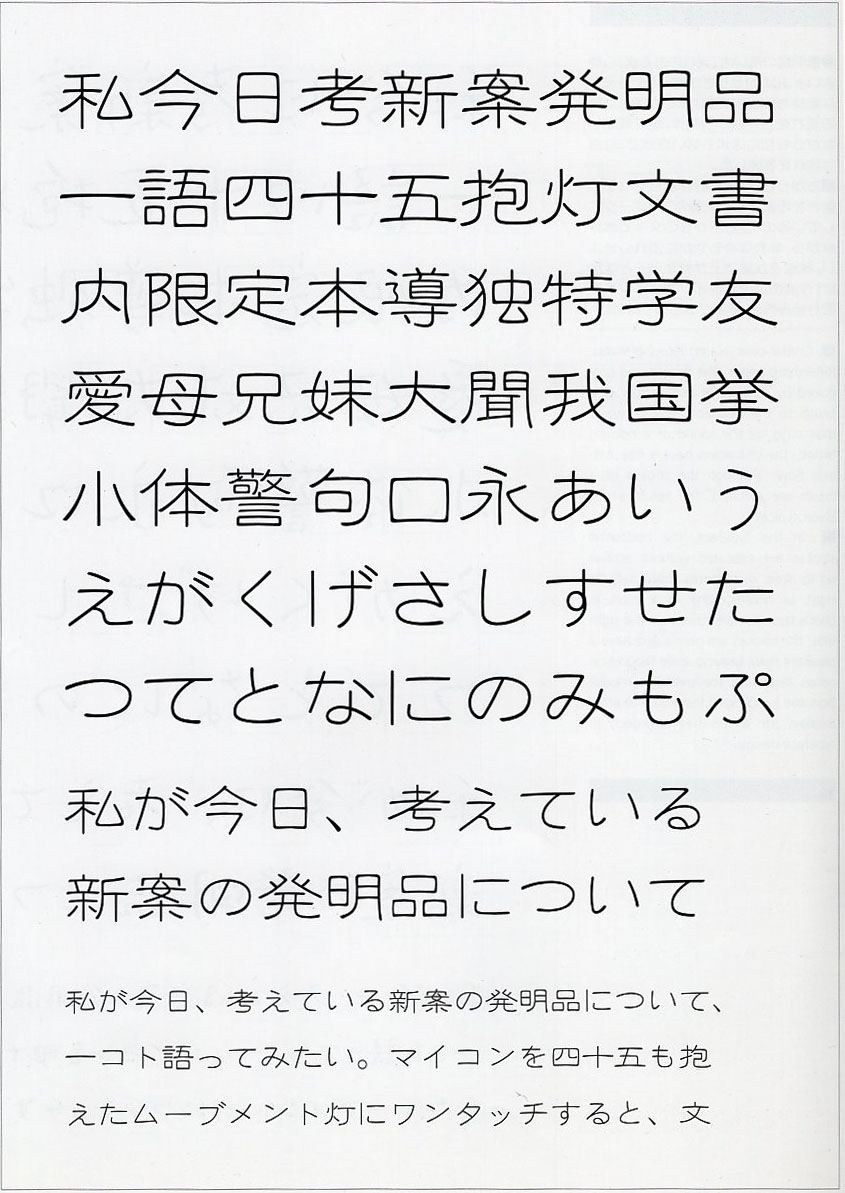
铁筋隶书
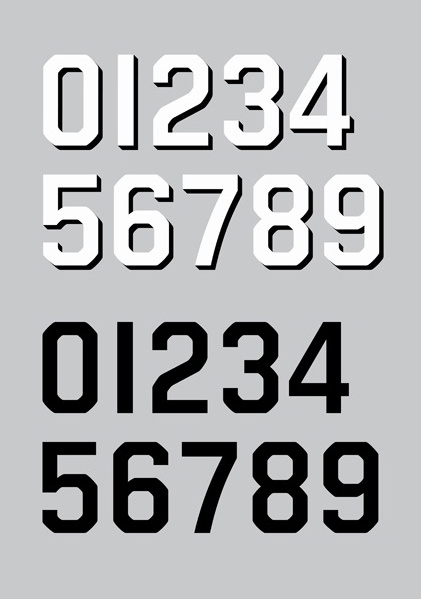
海军舷号字体（数字）
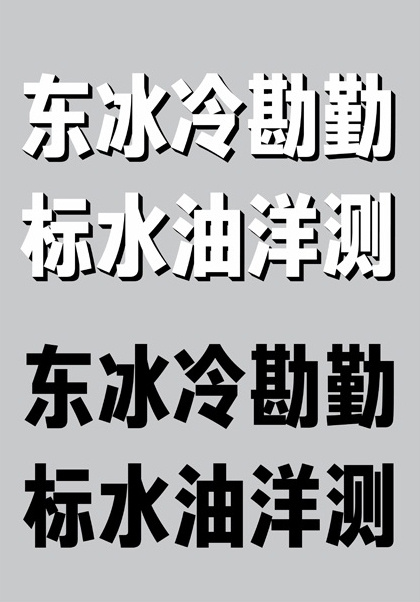
海军舷号字体（部分汉字）

## 获奖记录
- 1996年：森泽奖国际印刷字体设计大赛铜奖（北魏楷书）
- 1999年：森泽奖国际印刷字体设计大赛评委奖（铁筋隶书，小冢奖）